# Jan III. Turzo
Ján (III.) Turzo (starší Thurzo; Thurzo de Bethlenfalvy; uváděn jako I. a podobně) (30. dubna 1437, Levoča – 10. října 1508, Baia Mare; pohřben v Levoči) byl kremnický komorní hrabě, obchodník, podnikatel evropského významu, znalec moderní dobývací techniky, levočský, krakovský a banskobystrický měšťan, zvolenský župan, jeden z hlavních věřitelů uherského panovnického dvora. Založil Turzovsko-fuggerovskou společnost. Působil na Slovensku, v Polsku, Čechách a Sedmihradsku.

## Životopis
Narodil se jako syn levočského měšťana a kupce Juraje Turza, nebyl tedy šlechtického původu navzdory přívlastku "de Bethlenfalvy". Na barona byl povýášen až v roce 1505. Původně se měl stát knězem.
Podnikal v hornictví a hutnictví. V Krakově založil roku 1465 filiálku Turzovského podniku. V Mogile u Krakova postavil huť, v níž už kolem roku 1469 z mědi dovážené ze Slovenska odlučoval pomocí polského olova stříbro. Koncem století soustředil výrobu mědi a stříbra do středoslovenské oblasti do podniku, který se stal později základem tzv. Turzovsko-fuggerovské společnosti. v letech 1473–1474 byl činný jako rudokupec v Kutné Hoře.. V roce 1475 založil v Krakově hornickou společnost, která sdružovala několik hutí na území českých zemí, Slovenska, Malopolska a Sedmihradska. V roce 1477 byl zvolen radním města Krakova. 14. září 1478 si koupil stříbrnickou huť Rammelsbergu u Goslaru.
V roce 1494 založil Turzovsko-fuggerovskou společnost (první nebo jednu z prvních kapitalistických společností v Evropě), a tím i bohatství a slávu svého rodu Turzů.
V roce 1498 byl díky úvěrům, které poskytl uherskému králi, povýšen na komorního hraběte Kremnice v roce 1502 byl jmenován županem ve Zvolenu.

### Vztah k Banské Bystrici
V roce 1494–1496 začal podnikatelsky pronikat do banskobystrického měděného revíru, postupně se zmocnil všech dolů. Roku 1495 založil šlajsovací měděnou huť a měděný hamr v Banské Bystrici; zkoncentroval produkci mědi a stříbra z této oblasti; hamr byl hlavním zdrojem zisků Turzovsko-fuggerovské společnosti (90. léta 15. stol.).
Od roku 1496 se stal banskobystrickým měšťanem, majitelem komorského domu spolu s Fuggery, vlastnil doly, hutě, lesy a nemovitosti v Banské Bystrici, kde podpořil i vznik Bratrské hornické pokladny jako její mecenáš.

### Mecenášství
Jako člen městské rady Krakova byl roku 1477 jedním z těch, kteří rozhodovali o realizaci Stossova monumentálního mariánského oltáře pro kostel Panny Marie v Krakově, objednaný tamní komunitou německých obchodníků. Později byl hlavním mecenášem Veita Stosse během jeho pobytu v Krakově.

## Rodina
- Rodiče:
  - otec Juraj I. Turzo (? - před 1458)
  - matka Katarína (z neznámého rodu)
- Manželky:
  - Uršula Bamová (Bem; + před 1483), dcera Jana Bema z Krakova
  - Barbora Becková (Barbara Beck)
- 8 dětí, např.:
  - Ján IV. Turzo
  - Stanislav I. Turzo
  - Juraj III. Turzo (1467-1521)
  - Alexej I. Turzo (kolem 1490-1543)
  - Ján VI. Turzo (kolem 1492 - 29. 3. 1558)